# Шелленбергер, Оливер
О́ливер Блэкберн Ше́лленбе́ргер  (англ. Oliver Blackburn Shallenberger; 7 мая 1860, Рочестер, Пенсильвания — 23 января 1898) — американский изобретатель, инженер и предприниматель.

## Краткая биография
Оливер родился в Рочестере, штат Пенсильвания в семье Арона Шелленбергера и Мэри Бонбрайт. Дядя Оливера был известным членом Палаты представителей США от Республиканской партии и представлял штат Пенсильвания.
В 1877 году Оливер Шелленбергер поступил в Военно-морскую академию США в Аннаполисе. После её окончания он отслужил два года в ВМФ США на парусном судне «Ланкастер». Ушёл в отставку в 1884 году. После этого устроился на работу в компанию Westinghouse Company под руководством Джорджа Вестингауза.
В апреле 1888 года он изобрёл счётчик электрической энергии для измерения переменного тока. В 1894 году Шелленбергер по заказу компании Westinghouse создал индукционный счётчик ватт-часов.
27 ноября 1889 году он женился на Марии Уолслейер. У них родились сын и дочь. В 1891 году в связи с плохим здоровьем Оливер Шелленбергер ушёл из компании Westinghouse, но продолжал работу в качестве консультанта. В 1897 году в Колорадо он организовал свою компанию Electric Power Company.